# 198 (số)
198 (một trăm chín mươi tám) là một số tự nhiên ngay sau 197 và ngay trước 199.